# جوزي فرناندو فيانا
جوزي فرناندو فيانا دي سانتانا (بالبرتغالية: José Fernando Viana de Santana‏) أو اختصار فرنانداو (مواليد 27 مارس 1987) لاعب كرة قدم برازيلي يجيد اللعب في خط الهجوم .

## الوحدة
في عام 2018 أعلن نادى الوحدة السعودي تعاقده رسميًّا معه في إطار خطة إدارة النادي خطوط الفريق الصاعد حديثًا للدوري .

## روابط خارجية
- جوزي فرناندو فيانا على موقع اتحاد تركيا (لاعب) (الإنجليزية)
- جوزي فرناندو فيانا على موقع قاعدة بيانات كرة القدم.إي يو (الإنجليزية)
- جوزي فرناندو فيانا على موقع Soccerway.com (الإنجليزية)
- جوزي فرناندو فيانا على موقع عالم كرة القدم.نت (الإنجليزية)
- جوزي فرناندو فيانا على موقع AS.com (الإسبانية)